# Mike Oldfield's Single
„Mike Oldfield's Single“ je první singl britského multiinstrumentalisty Mika Oldfielda, vydán byl v roce 1974. Strana A obsahuje upravený výňatek z Oldfieldova debutového alba Tubular Bells, na druhé straně se nachází lidová dětská píseň „Froggy Went A-Courting“ s novou melodií a v podání Oldfielda a Vanessy Bransonové, sestry Richarda Bransona.

## Seznam skladeb
1. „Mike Oldfield's Single (Theme from Mike Oldfield's album Tubular Bells)“ (Oldfield) – 4:36
2. „Froggy Went A-Courting“ (tradicionál, úprava Oldfield) – 4:30